# Intel Pentium D
Intel Pentium D (Codenamen Smithfield und Presler) ist der Markenname einer Familie von am 26. Mai 2005 eingeführten Dual-Core-Prozessoren des Herstellers Intel.

Altes Logo des Intel Pentium D

## Geschichte und Architektur
Der Pentium D wurde von Intels Forschungs- und Entwicklungsabteilung in Israel entwickelt und im Frühjahr 2005 auf dem Intel Developer Forum erstmals der Öffentlichkeit vorgestellt. Der in 90 nm gefertigte Smithfield besteht aus zwei auf der NetBurst-Architektur basierenden Pentium-4-Prescott-Kernen auf einem Die. Jeder der beiden Kerne ist mit einem achtfach-assoziativen 1-MiB-L2-Cache ausgestattet. Beide Kerne kommunizieren über einen gemeinsamen, mit 200 MHz getakteten FSB 800 mit dem Chipsatz der Hauptplatine.
Die ersten auf Smithfield basierenden Prozessoren wurden am 18. April 2005 im Rahmen der Intel Pentium Extreme Edition auf den Markt gebracht. Am 26. Mai 2005 folgte schließlich die Einführung der Pentium-D-Serie, die zunächst ebenfalls auf Smithfield basierte.
Bei den nachfolgenden, in 65 nm gefertigten Presler-Kernen wurden dann hingegen zwei einzeln gefertigte Pentium-4-Cedar-Mill-basierte Dies auf einem Package zusammengefügt. Außerdem verfügen diese Kerne über jeweils 2 MiB L2-Cache.
Der Pentium D verwendet den Sockel 775 und läuft auf Intels 945-Chipsatzreihe sowie dem 955X- und 975X-Chipsatz. Anders als bisherige Modelle unterstützt der Pentium D nicht die Hyper-Threading-Technologie (HTT), die jeden physischen Kern in zwei weitere logische Kerne aufteilt. Dieses Ausstattungsmerkmal bleibt der Pentium Extreme Edition vorbehalten, die mit dem Presler-Kern als zusätzliches Unterscheidungsmerkmal auch einen FSB1066 spendiert bekommt. Die Intel Virtualization Technology soll schon im Smithfield enthalten sein, wurde allerdings erst im Presler aktiviert.
Der Presler stellt Intels letztes auf der NetBurst-Architektur basiertes Modell dar und wurde danach durch den Core 2 abgelöst, der auf der Core-Mikroarchitektur basiert.

## Namensherkunft
Die Bedeutung des Buchstabens „D“ im Namen „Pentium D“ ist ungeklärt. Intel gab dazu keine offizielle Stellungnahme ab. Auch im Rahmen der Produktbeschreibungen gab es keine Festlegung. Die meistgenannte Interpretation ist Dual(-core) (Doppel[-Kern]). Da der Pentium D der erste Prozessor mit einer integrierten DTCP-IP-Unterstützung war, wird auch dies als Interpretationsmöglichkeit genannt.

## Modelldaten

### Smithfield

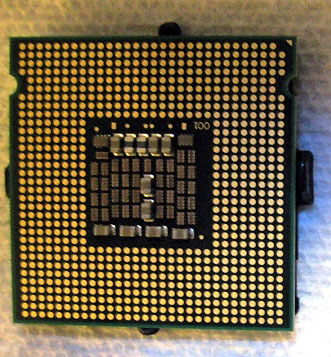
Pentium D 820 (Smithfield) Unterseite mit 775 Kontaktflächen statt Anschlussdrähtchen (Land Grid Array)

Doppelkernprozessor (Dual-Core)
- Revision A0, B0
- L1-Cache: Je Kern 16 KiB (Daten) plus 12.000 µOps (Instruktionen)
- L2-Cache: Je Kern 1024 KiB mit Prozessortakt
- MMX, SSE, SSE2, SSE3, Intel 64, EIST (nicht bei 805 und 820), XD-Bit
- LGA775, AGTL+ mit 133 und 200 MHz FSB (quadpumped: FSB 533 und FSB800)
- Kernspannung (VCore): 1,25–1,4 V
- Verlustleistung (TDP): 95–130 W
- Erscheinungsdatum: 26. Mai 2005
- Fertigungstechnik: 90 nm
- Die-Größe: 206 mm² bei 230,0 Millionen Transistoren
- Taktraten: 2,66–3,2 GHz
- Modellnummern:
  - 133 MHz FSB, 95W TDP
    - 805: 2,66 GHz

  - 200 MHz FSB, 95W TDP
    - 820: 2,8 GHz

  - 200 MHz FSB, 130W TDP
    - 830: 3,0 GHz
    - 840: 3,2 GHz

### Presler

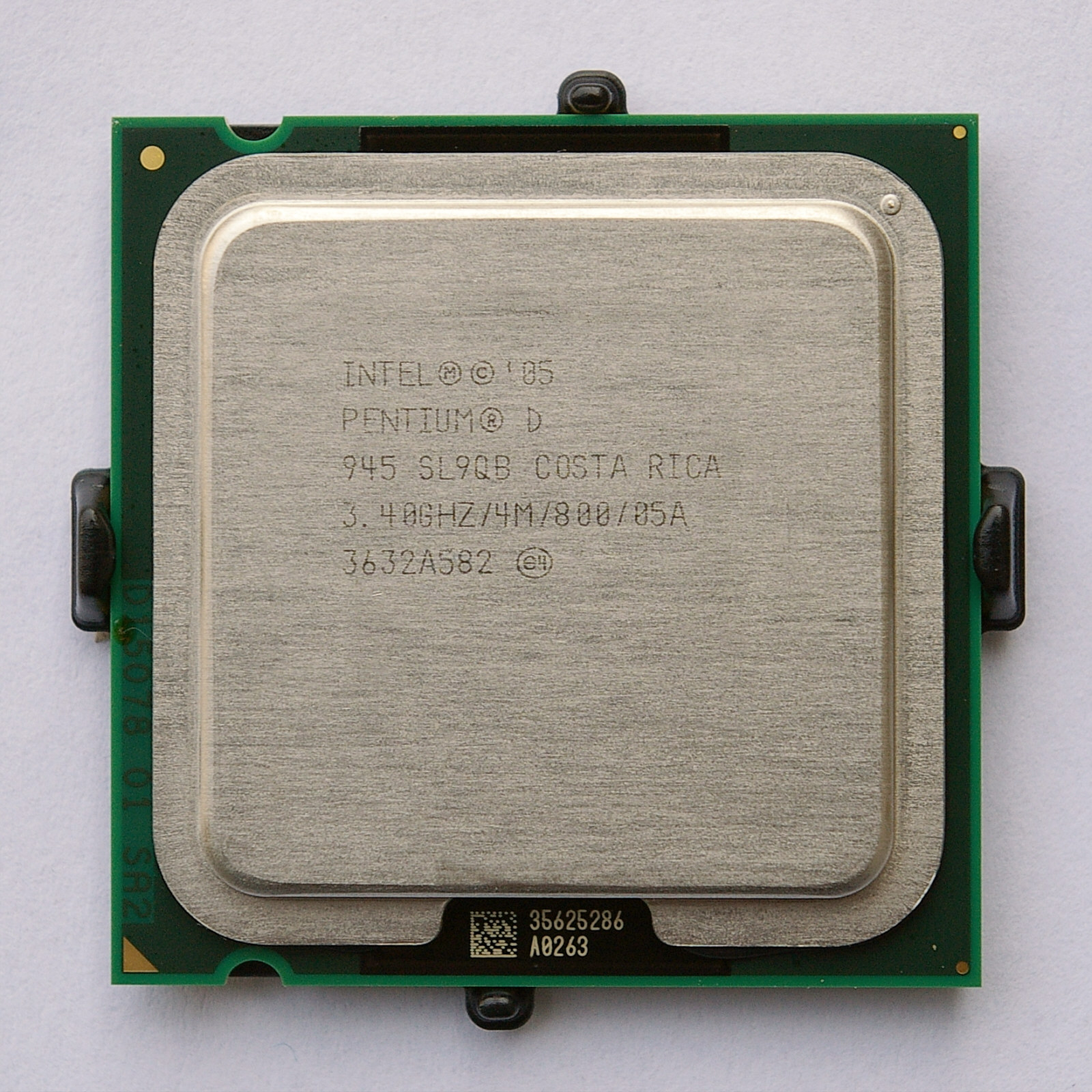
Pentium D 945 (Presler) – Oberseite (Heatspreader) mit Typenbezeichnung

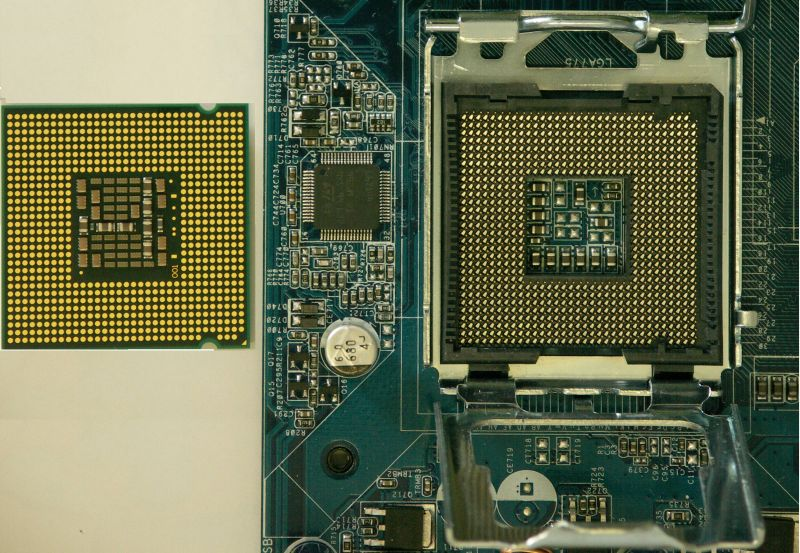
Pentium D 925 (Presler) – Unterseite (links) und Prozessorsockel auf dem Mainboard (rechts)

Doppelkernprozessor (Dual-Core)
- Revision B1, C1, D0
- L1-Cache: Je Kern 16 KiB (Daten) plus 12.000 µOps (Instruktionen)
- L2-Cache: Je Kern 2048 KiB mit Prozessortakt
- MMX, SSE, SSE2, SSE3, Intel 64, XD-Bit, Intel VT, EIST
- LGA775, AGTL+ mit 200 MHz FSB (quadpumped: FSB800)
- Kernspannung (VCore): 1,225–1,4 V
- Verlustleistung (TDP): 95–130 W
- Erscheinungsdatum: 5. Januar 2006
- Fertigungstechnik: 65 nm
- Die-Größe: 162 mm² bei 376 Millionen Transistoren
- Taktraten: 2,8–3,6 GHz
- Modellnummern:
  - 95W TDP
    - 915: 2,8 GHz (ohne IVT)
    - 920: 2,8 GHz (Rev B1, ohne EIST)
    - 925: 3,0 GHz (ohne IVT)
    - 930: 3,0 GHz (Rev B1 ohne EIST)
    - 935: 3,2 GHz (ohne IVT)
    - 940: 3,2 GHz (Rev B1 ohne EIST)
    - 945: 3,4 GHz (ohne IVT)
    - 950: 3,4 GHz (Rev C1, D0)
    - 960: 3,6 GHz (Rev D0)

  - 130W TDP
    - 950: 3,4 GHz (Rev B1, ohne EIST)
    - 960: 3,6 GHz (Rev C1)